# American Center for Art and Culture
Ne doit pas être confondu avec American Center (institution).
L'American Center for Art and Culture (anciennement Mona Bismarck Foundation jusqu'en 2011, puis Mona Bismarck American Center jusqu'en 2019) était un centre culturel et d'exposition situé 34 avenue de New-York dans le 16e arrondissement de Paris.
Il est fondé grâce au legs de la philanthrope Mona Bismarck en 1986. Afin de pérenniser son œuvre, elle avait légué son hôtel particulier et la majorité de ses biens à la Mona Bismarck Foundation, dans le but de renforcer l’amitié franco-américaine à travers l’art et la culture. L'institution a vocation de « proposer au public une grande variété d’expériences artistiques et culturelles américaines à travers des choix de programmation innovants, au cœur de Paris ». Le nouveau Mona Bismarck American Center est lancé en 2011, en s’appuyant sur les bases de l’ancienne Mona Bismarck Foundation.
Il ferme définitivement fin 2022 et l'hôtel particulier est vendu au profit de l'American Library à Paris. L'American Center for Art and Culture cesse alors ses activités.

## Histoire

### Mona Bismarck
L'American Center for Art and Culture est issu de la fondation financée par la succession de la mécène et philanthrope Mona von Bismarck (1897-1983), mécène et philanthrope.

### L’hôtel particulier
Situé en bord de Seine, face à la tour Eiffel, l’hôtel particulier a été construit à la fin du XIXe siècle. À la fin des années 1950, la maison a été adaptée aux besoins des époux Bismarck par le décorateur d’intérieur français Stéphane Boudin. L’hôtel a figuré dans une édition du magazine de mode Vogue en 1928. Avec ses salons décorés de papiers peints chinois aux motifs colorés et complexes, avec ses chandeliers et sa terrasse ouvrant sur un jardin privé, le domaine accueille les événements culturels proposés par le Centre.

## Programmation

### Expositions
L'American Center for Art and Culture organise généralement une exposition par an, en collaboration avec des institutions culturelles renommées, qu'elles soient françaises, américaines ou du monde enter. Les expositions se concentrent sur un artiste ou un thème particulier, et couvrent un large spectre de styles et de mouvements artistiques contemporains.

#### Expositions passées
- Little Black Dress (du 3 juillet au 22 septembre 2013). L’exposition organisée par le Savannah College of Art and Design (SCAD), commissionnée par André Leon Talley , retrace l’importance historique et contemporaine d’un phénomène vestimentaire singulier : la petite robe noire[5]. Une cinquantaine de pièces ont été présentées grâce aux contributions de créateurs d’hier et d’aujourd’hui, pour certains issus de l’International Best Dressed List, tels que Marc Jacobs et Renée Zellweger.
- Quilt Art : l’Art du Patchwork (du 13 février au 19 mai 2013). L'exposition a présenté 25 patchworks, datant du XVIIIe au XXe siècle, et provenant des remarquables collections de l’American Museum in Britain. La tradition américaine du patchwork présente une iconographie et des styles bien définis, dont l'exposition a retracé l'évolution à travers les siècles.
- Mary Cassatt à Paris : Dessins & Gravures de la Collection Ambroise Vollard (du 26 septembre 2012 au 20 janvier 2013). Mary Cassatt (1844-1926) est l’unique américaine et l’une des trois seules femmes appartenant au mouvement impressionniste français. Sa carrière artistique l'a menée à Paris, où elle a trouvé une inspiration abondante pour ses gravures, dessins, eaux fortes, peintures, pastels et contre-épreuves. La plupart de ses créations n’avaient jamais été montrés en France – jusqu’à cette exposition composée de 67 de ses œuvres.
- The Wyeths : Trois générations d’artistes américains (du 10 novembre 2011 au 12 février 2012). Les Wyeths sont aujourd'hui considérés comme l’une des familles d’artistes les plus importantes des États-Unis. De génération en génération, leur travail a passionné un public toujours plus large. Tous trois ont en commun le souci du réalisme, le sens du récit et une technique exceptionnellement brillante. L’exposition a présenté plus de 80 toiles et dessins de N. C. Wyeth (1882-1945), de son fils Andrew Wyeth (1917-2009) et de son petit-fils Jamie Wyeth (né en 1946).
- Yousuf Karsh : Icônes du XXe siècle (du 16 octobre 2013 au 26 janvier 2014). L’exposition a célébré l’exceptionnelle contribution de Karsh à l’élaboration de la mémoire historique du XXe siècle. Le commissaire Jerry Fielder a réuni une soixantaine des plus saisissants portraits de personnes célèbres et de personnages officiels de Karsh. Il avait notamment photographié Frank Lloyd Wright et Le Corbusier ou encore Charles de Gaulle et Dwight Eisenhower.
- Wasteland: New Art from Los Angeles (du 12 mars au 17 juillet 2016). Wasteland est une exposition collective qui s'est déployée sur deux espaces, l'American Center for Art and Culture  et la galerie Thaddaeus Ropac. La commissaire de l'exposition Shamim M Momin y a rassemblé des œuvres des artistes comptant parmi les meilleurs de la scène artistique contemporaine de Los Angeles. L'exposition questionne le rapport qu'ont les artistes à notre monde, entre précarité de la morale et incertitude de l’avenir.
- Landscape with a Ruin — Evan Roth (du 20 octobre au 10 novembre 2017). En automne 2014, Evan Roth entreprend un pèlerinage bien particulier : chercher et visiter les zones côtières où les câbles Internet sous-marins émergent de l’eau. Les voyages qui s’ensuivent donneront lieu à un incroyable ensemble d’œuvres, Landscapes (2014-aujourd’hui), exposées ici pour la première fois dans leur intégralité. Cette série de vidéos et de sculptures aborde l’une des problématiques les plus fondamentales de la situation interconnectée du monde actuel : l’évolution constante du concept de temps et d’espace[6].

### Programmes publics
L'American Center for Art and Culture a pour mission d'accueillir des événements culturels américains, et de programmer diverses disciplines artistiques (arts visuels, lyriques, littérature, musique...).

### Résidences d'artistes
Le programme de résidence d’artiste de l'American Center for Art and Culture accueille des créateurs émergents ou reconnus issus des arts visuels et des arts performatifs.

### Programmes éducatifs
Des visites guidées et ateliers gratuits à destination de groupes scolaires, conçus autour d’expositions et d’interventions d’artistes américains présentées à travers Paris, sont menés par des conférenciers-éducateurs spécialisés en art.

## Galerie

### Photos du centre

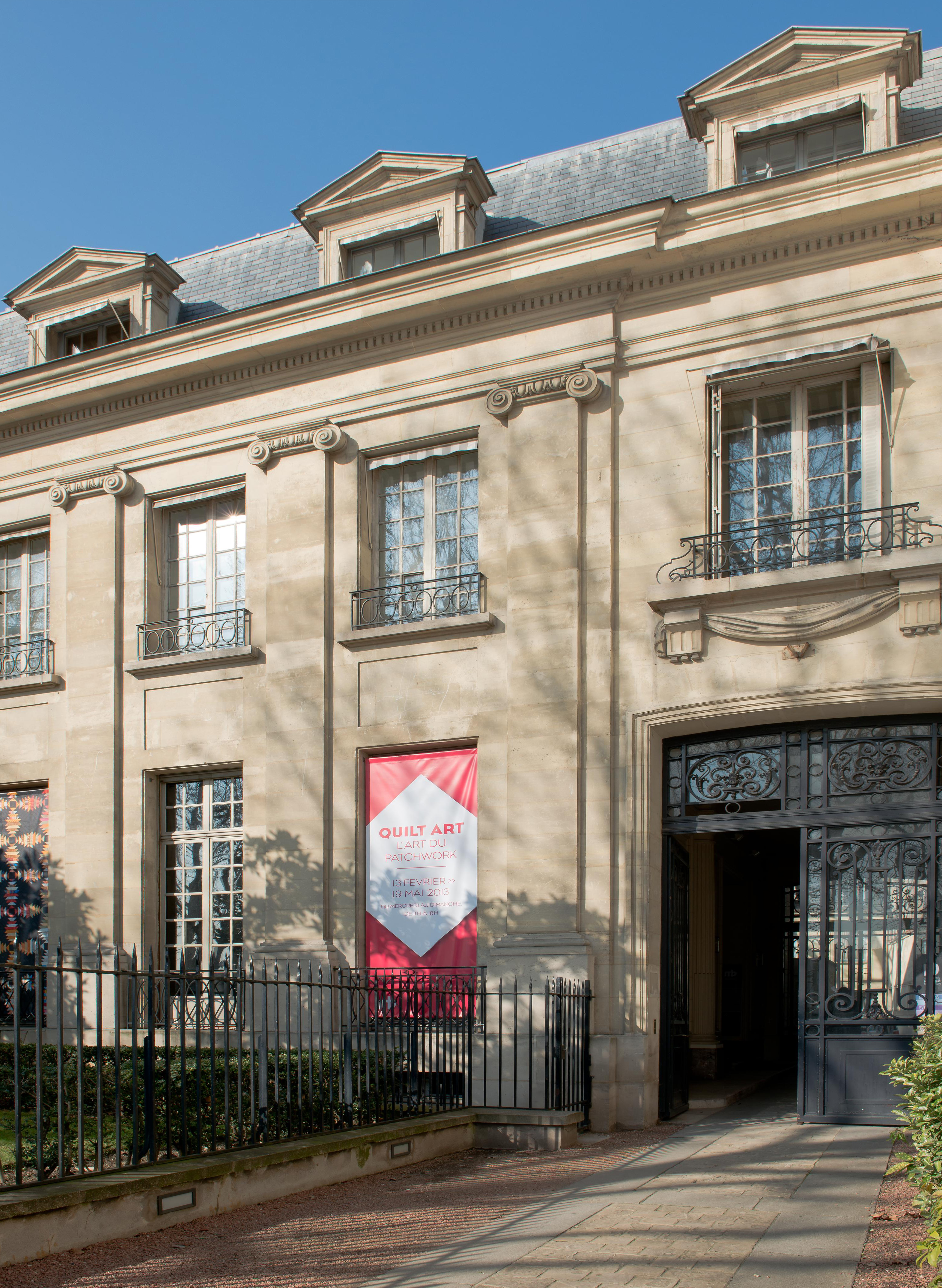
Entrée.
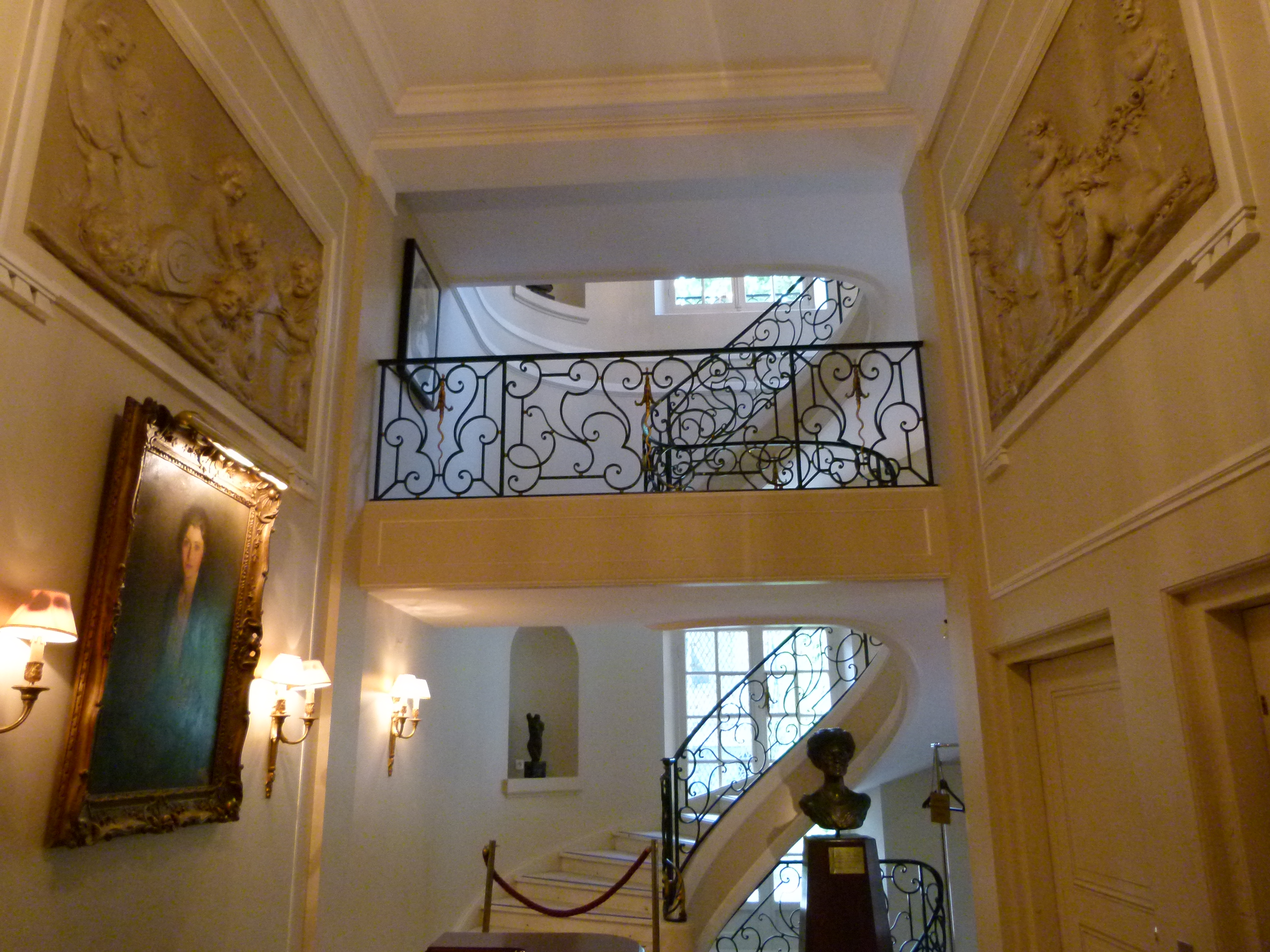
Foyer d'accueil.
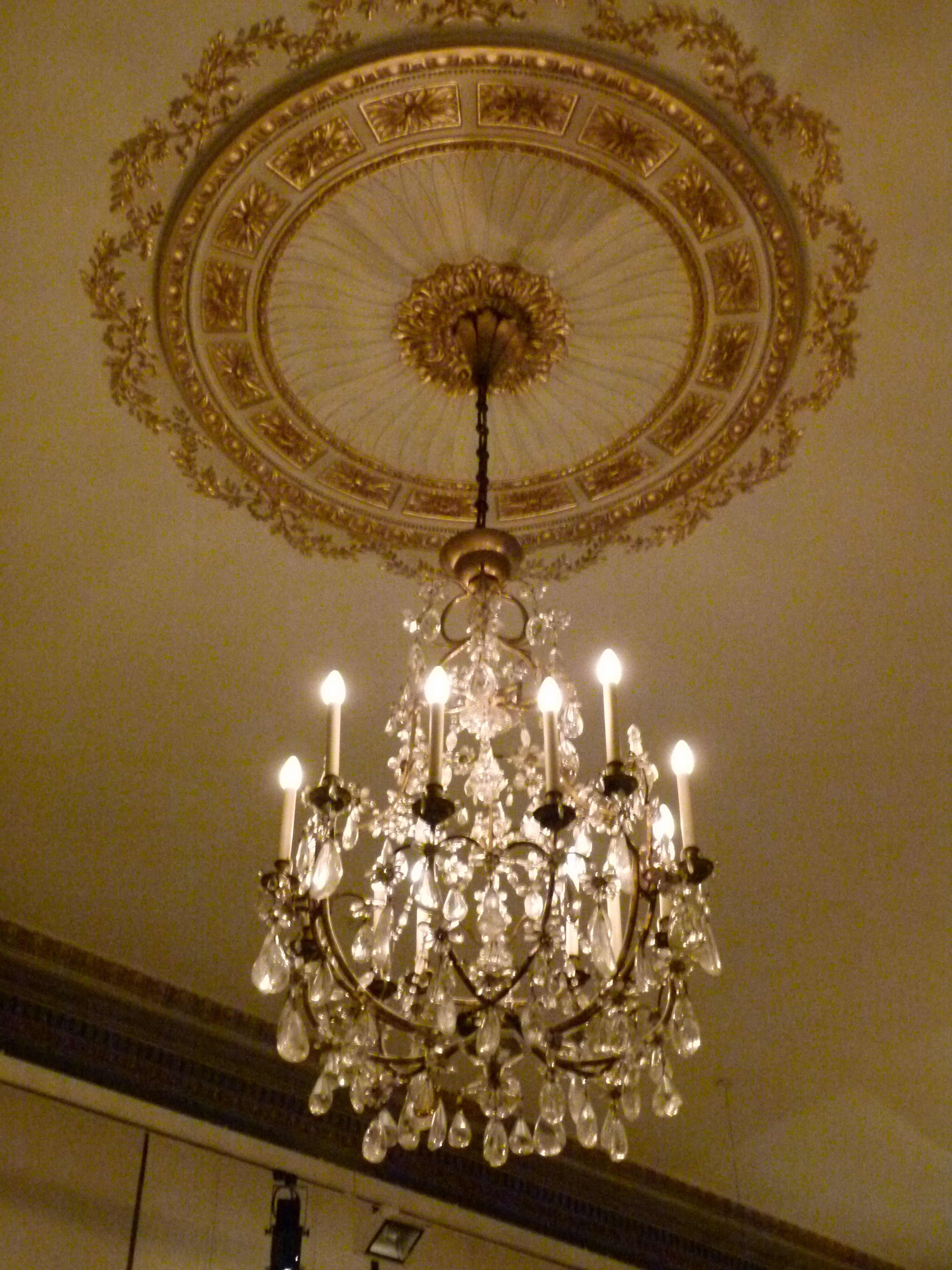
Lustre.
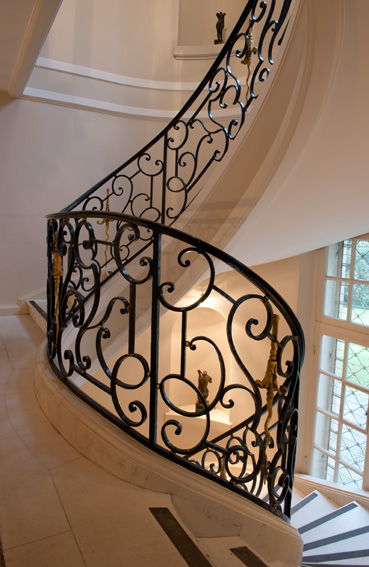
Escalier du premier étage.
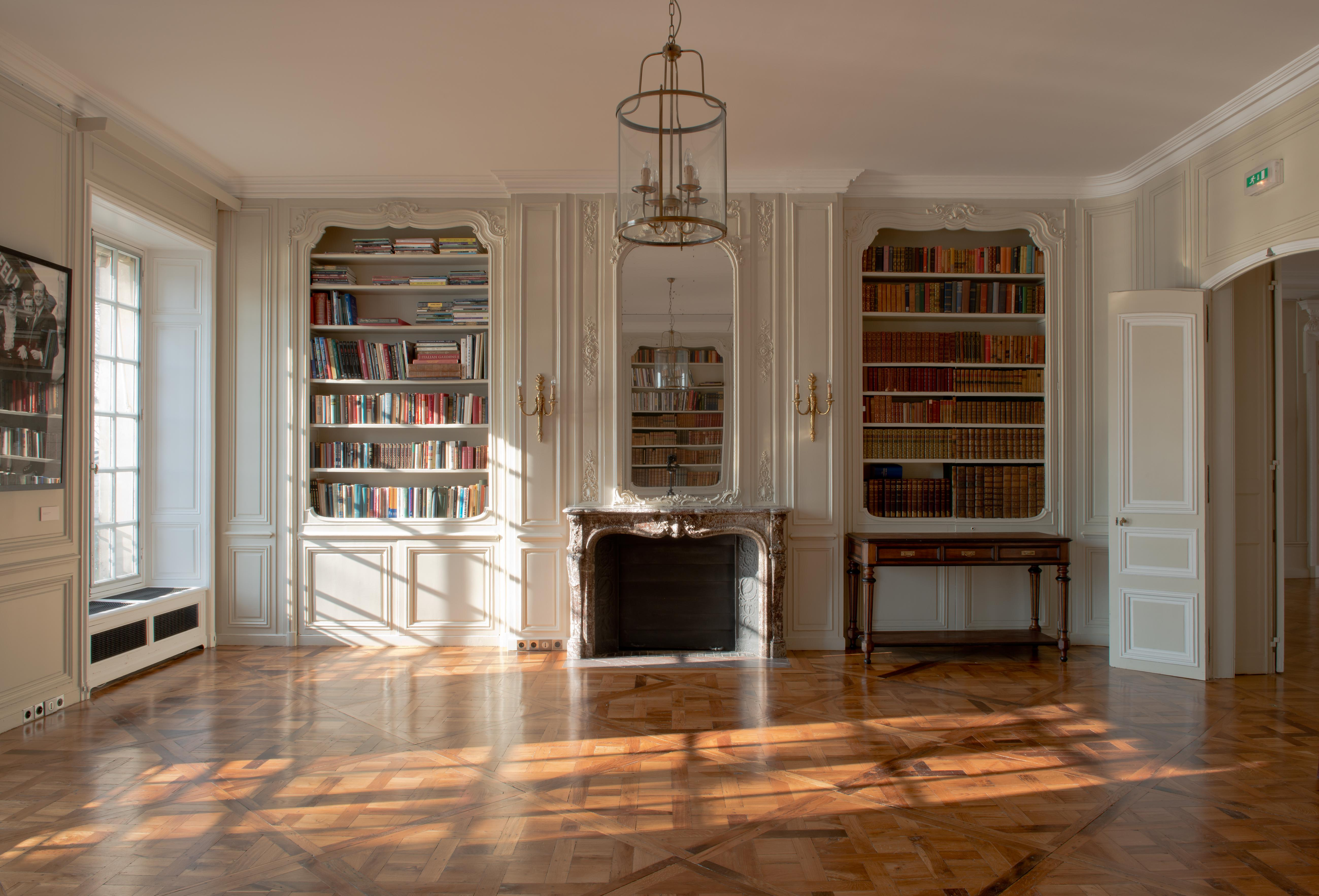
Librairie.

### Exemples d'expositions

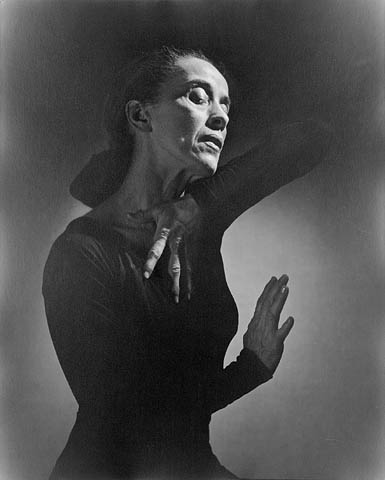
Yousuf Karsh, Martha Graham, 1948.
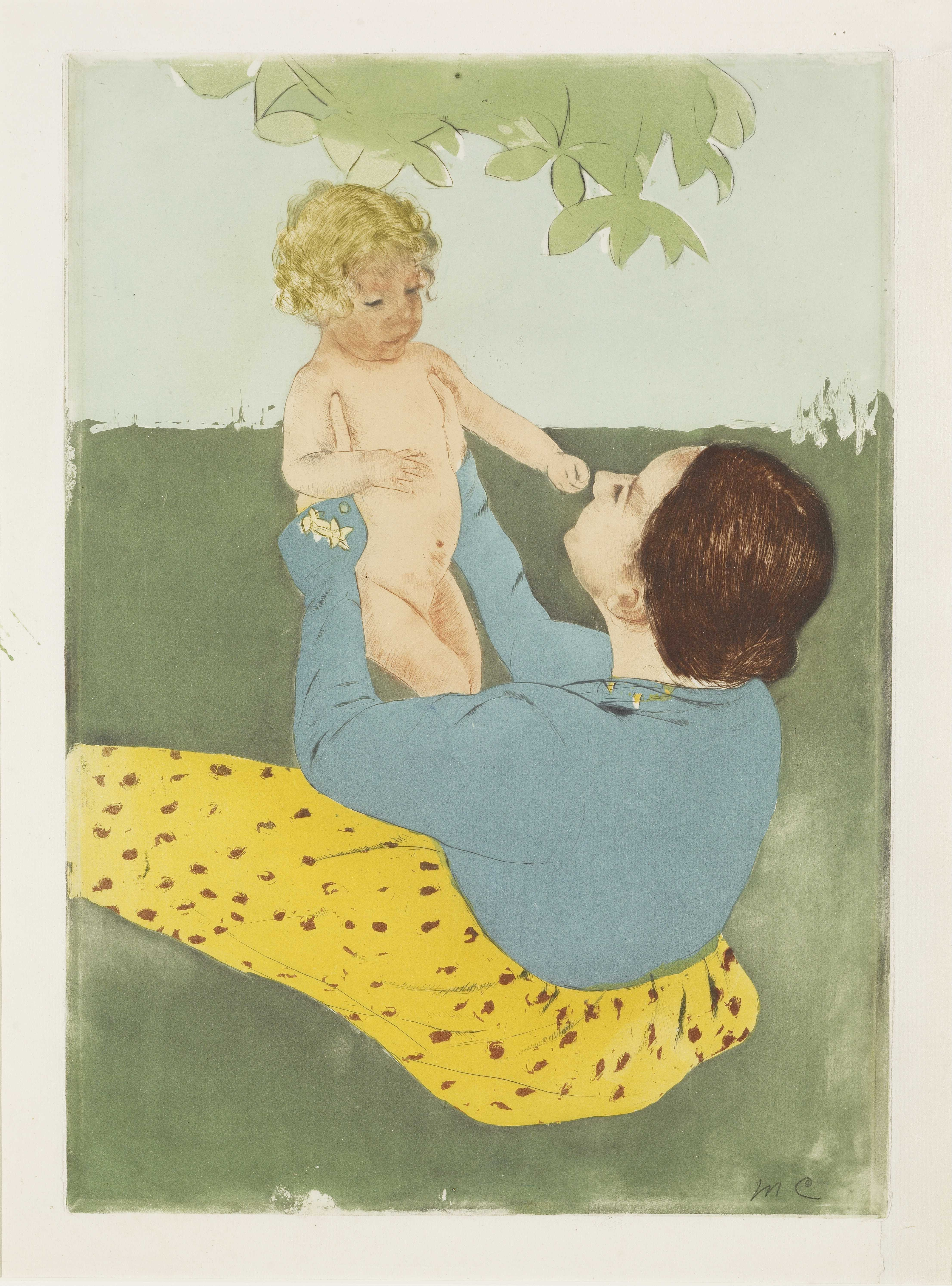
Mary Cassatt, Under the Horse-Chestnut Tree, 1896-1897.
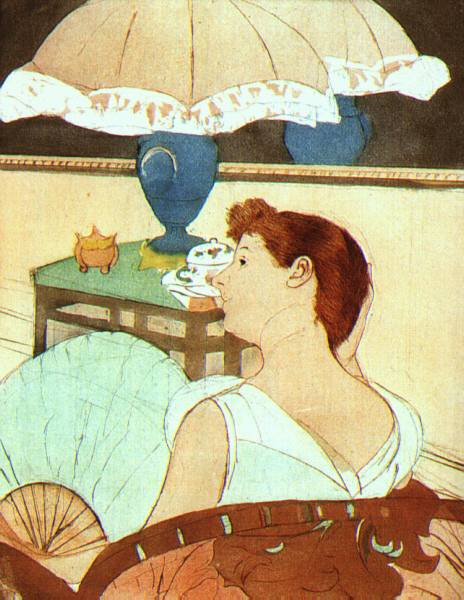
Mary Cassatt, The Lamp, 1890-1891.